# سوت بزن
سوت‌بزن 
(به تلوگویی: Seetimaarr) و (به انگلیسی: Blow the whistle) فیلمی محصول سال ۲۰۲۱ و به کارگردانی سمپات ناندی است. در این فیلم بازیگرانی همچون گوپیچاند، تمنا باتیا، دیگانگانا سوریاوانشی، بومیکا چاولا و شارات ساکسنا ایفای نقش کرده‌اند.